# Raymond Ovinou
Raymond Ovinou (Puerto Moresby, 6 de septiembre de 1984) es un deportista papú que compitió en judo. Ganó dos medallas de bronce en el Campeonato de Oceanía de Judo en los años 2012 y 2013.

## Palmarés internacional
| Campeonato de Oceanía | Campeonato de Oceanía | Campeonato de Oceanía | Campeonato de Oceanía |
| Año                   | Lugar                 | Medalla               | Categoría             |
| --------------------- | --------------------- | --------------------- | --------------------- |
| 2012                  | Cairns (Australia)    | Medalla de bronce     | –66 kg                |
| 2013                  | Apia (Samoa)          | Medalla de bronce     | –66 kg                |